# Alliance & Leicester
Alliance & Leicester plc (LSE: AL.) fue un banco británico, formado sobre una sociedad preexistente dedicada a la concesión de hipotecas (Building society). Fue comprado por el Banco Santander en 2008, dando lugar al actual  Santander UK.
Se formó en 1997 cuando la Alliance & Leicester Building Society empezó a cotizar en la Bolsa de Londres. Formaba parte del índice FTSE 250 y, de abril de 1997 a junio de 2008, formó parte del FTSE 100. Su sede central se encontraba en Carlton Park, un centro de negocios en Narborough, Leicester (Inglaterra).
El grupo poseía oficinas de gestión en Bootle, Mánchester, Leeds, Ashford y Belfast. Todos sus servicios de atención al cliente estaban en el Reino Unido. 

## Historia

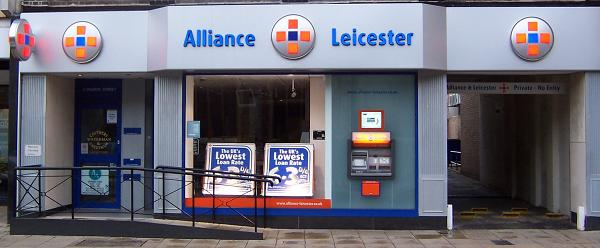
Sucursal de Alliance & Leicester.

La antigua banca hipotecaria nació de la fusión del Alliance Building Society y la Leicester Building Society el 1 de octubre de 1985. En 1990 la compañía adquirió el Girobank (la caja postal británica). Junto a otros grandes bancos hipotecarios mutuales como Halifax Building Society o la Woolwich, la compañía decidió desmutualizarse y salir a bolsa el 27 de abril de 1997.

### Entrada del Banco de Santander
El 14 de julio de 2008 Alliance & Leicester fue adquirida por el Grupo Santander por 1.260 millones de Libras esterlinas. Dada la actual presencia del Santander en el mercado británico, y las sinergias en el mercado hipotecario, el banco español aspira a converger la actividad del Alliance & Leicester con la del Abbey, subsidiario del Santander.
Alliance & Leicester se fusionó legalmente en mayo de 2010 con Santander Reino Unido, estando en la actualidad completamente integrados. El cambio del nombre comercial por el de Santander, al igual que ya había ocurrido anteriormente con Bradford & Bingley, comenzó el 1 de noviembre de 2010 en una oficina de la ciudad de Leicester y se completó a lo largo del mismo mes.